# Spirembolus montivagus
Spirembolus montivagus là một loài nhện trong họ Linyphiidae. Loài này được phát hiện ở Hoa Kỳ.